# Илькин, Гылман
Гылман Илькин (азерб. Qılman İsabala oğlu Musayev; 28 апреля 1914, Баку, Российская империя — 6 ноября 2009, Баку, Азербайджан) — азербайджанский советский писатель, педагог, журналист, военный корреспондент. Народный писатель Азербайджана (2003).

## Биография
Гылман Илькин родился 28 апреля 1914 года в бакинском посёлке Мардакян. Окончил педагогический техникум, затем Азербайджанский педагогический институт. Трудовую деятельность он начал в качестве директора и преподавателя в Ахмедобинской сельской школе Хачмазского района, затем трудился в газете «Гяндж ишчи», а также в издательстве «Ушаггянджнешр».
В годы Великой Отечественной войны Гылман Илькин был военным корреспондентом на фронтах Южного и Северного Кавказа, а также в Иране, где работал в редакции газеты «Вэтен йолунда», издаваемой в Тебризе. После войны — учёный секретарь Юбилейного комитета по празднованию 800-летия Низами, старший преподавателеь Азербайджанского государственного университета, главный редактор и директор «Азернешр», главный редактор журнала «Азербайджан».
Начав своё творчество с рассказа «Яралы шехер», поэт в последующие годы издал книги «Хеят йолларында», «Даглы махалласи», «Мадам Гедри», «Шимал кюлейи», «Дениз гапысы», «Язылы даш», «Бакы вэ бакылылар» и другие.
По мотивам одного из его романов «Галада усян» снят художественный фильм «Непокоренный батальон», а такие его пьесы, как «Джаррахлар», «Тайга нагылы», «Герие йол йохдур», стали сюжетами одноимённых телевизионных пьес.

## Фильмография
- 1958 — Тени ползут
- 1965 — Непокорённый батальон
- 1970 — Генерал

## Награды и звания
- Орден Трудового Красного Знамени (28.10.1967).
- Орден Отечественной войны II степени.
- Медаль «За трудовое отличие» (09.06.1959).
- Народный писатель Азербайджана (27.01.2003).
- Заслуженный деятель искусств Азербайджанской ССР (1989).
- Государственная премия Азербайджанской ССР имени Мирзы Фатали Ахундова (1967).
- Премия «Хумай».
- Персональная стипендия Президента Азербайджанской Республики (11.06.2002)[3].